# سفر به شرق (فیلم)
سفر به شرق فیلمی به کارگردانی سیدمهدی برقعی و نویسندگی عبدالرضا کاهانی ساختهٔ سال ۱۳۸۰ است.

## داستان
پویا(ایمان اله‌ورن) نوجوانی است که در مسابقات آموزش و پرورش ادعا می‌کند که سفالی را که از خانه آورده، خودش ساخته است. مسئولین مدرسه پس از اهدای جایزه به او از او می‌خواهند که طی مراسمی در حضور داوران کشوری همان سفال را بسازد. پویا که نمی‌خواهد رازش فاش شود، برای حفظ آبروی خود بدون بلیت سوار قطار می‌شود. در قطار، او با یک نویسنده، یک شاعر بی‌سواد-حیدر یغما- و یک پیرمرد و پیرزن مواجه می‌شود. مردی مزاحم(حسن رضایی) در قطار قصد مزاحمت برای او را دارد، همچنین او باید از میان مأموران کنترل بلیت بگریزد. پویا با راهنمایی یغمای خشت‌مال و وساطت او نزد مأمور کنترل بلیت قطار، در آبادی‌ای که باید پیاده می‌شود و در آن‌جا در می‌یابد جوانی که سفالینه‌ را ساخته به روستای دیگری رفته و خانه نیست. پویا ابتدا تمام سفالینه‌های اطراف خود را می‌شکند، اما پس از مدتی که جوان سفالگر از سفر بازگشت، او از جوان سفالگر عذرخواهی می‌کند و نزد او فن ساخت گلدان‌های سفالی را یاد می‌گیرد. حالا، پویا آماده‌ی بازگشت به شهر خود است. 

## بازیگران
- ایمان الله ورن
- علی آزادنیا
- محمد ابهری
- حسن رضایی
- مرتضی ضرابی
- معصومه اسکندری
- حسین افشار
- اصغر لشگری
- سعید عراقی
- سیدحسن حسینیان
- بهروز پیروزیان
- اسفندیار مهرتاش
- میگل میرمحمدی
- بهروز پیروزیان
- مهدی دهباشی
- حنیف مافوتا
- یه چون خواً

## حواشی
این فیلم، نخستین فیلمی است که نام عبدالرضا کاهانی را در سینمای ایران-به عنوان فیلمنامه‌نویس- مطرح می‌کند. همچنین در این فیلم حیدر یغما(مشهور به خشتمال نیشابوری) به عنوان یک شخصیت داستانی حضور دارد. نقش حیدر یغما را در این فیلم علی آزادنیا ایفا می‌کند. همچنین، در این فیلم به کانون نویسندگان ایران(نام‌هایی مانند رضا براهنی و سیمین بهبهانی) در دیالوگی ابراز ارادت شده است. 